# Akermes townsendi
Akermes townsendi är en insektsart som först beskrevs av Cockerell 1898.  Akermes townsendi ingår i släktet Akermes och familjen skålsköldlöss. Inga underarter finns listade i Catalogue of Life.